# Colin Carr-Lawton
Colin Carr-Lawton (sinh ngày 5 tháng 9 năm 1978) là một cựu cầu thủ bóng đá người Anh thi đấu ở vị trí tiền đạo. Ông thi đấu 5 trận ở Football League cho Burnley, có màn ra mắt trong thất bại 1–4 trước Grimsby Town vào ngày 22 tháng 11 năm 1997.